# روکستون، کبک

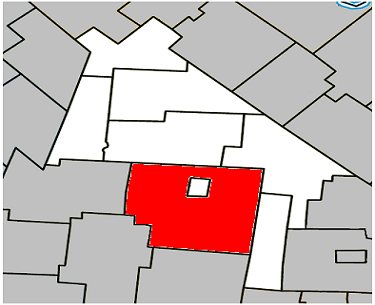
روکستون

روکستون (به فرانسوی: Roxton) بخشی در منطقه شهری اکتون ناحیه مونترژی در استان کبک کانادا است. در سرشماری سال ۲۰۱۱ این بخش ۱٬۰۴۸ نفر جمعیت داشته‌است و مساحت آن ۱۴۹٫۰۷ کیلومتر مربع است.